# Franz Schultheis
Pour les articles homonymes, voir Schultheis.
 (septembre 2021).
Si vous disposez d'ouvrages ou d'articles de référence ou si vous connaissez des sites web de qualité traitant du thème abordé ici, merci de compléter l'article en donnant les références utiles à sa vérifiabilité et en les liant à la section « Notes et références ».
Franz Schultheis, né en 1953 à Bendorf (Rhénanie-Palatinat, Allemagne de l'Ouest), est un sociologue allemand.

## Biographie
Il a étudié la sociologie aux universités de Nancy II et de Fribourg-en-Brisgau, a fait son doctorat en 1986 à l’université de Constance et a obtenu son habilitation à diriger des recherches en 1993 auprès de Pierre Bourdieu à l’École des hautes études en sciences sociales de Paris. Il a été nommé professeur à l’université de Neuchâtel en 1999 et à l’université de Genève en 2003 où il dirigea le département de Sociologie jusqu’en 2007, l’année depuis laquelle il était professeur à l’université de Saint-Gall (jusqu'en 2019).

## Publications en français
- Pierre Bourdieu : Images d’Algérie : Une affinité élective.'  Schultheis, F. (Ed.), & Frisinghelli, C. (Ed.)  Paris: Actes Sud. (2003) [[ présentation en ligne]]
- Entre flexibilité et précarité : Regards croisés sur la jeunesse, Schultheis, F. (Ed.), & Vuille, M. (Ed.)   Paris: L'Harmattan. (2007) [[ présentation en ligne]]
- L’Inconscient académique, Clément, F., Roca i Escoda, M., Schultheis, F., & Berclaz, M. Zürich: Seismo Verlag. (2006) [PDF] [[ présentation en ligne]]
- Maltraitance : Contribution à une sociologie de l'intolérable, Schultheis, F., Frauenfelder, A., & Delay, C. Paris: L'Harmattan. (2007) [[ présentation en ligne]].
- Le cauchemar de Humboldt : les réformes de l'enseignement supérieur européen, Schultheis, F., Roca i Escoda, M., & Cousin, P. F. Paris: Raisons d'agir Editions. (2008) [[ présentation en ligne]].
- Enfance et jeunesse en Suisse, Schultheis, F. (Ed.), Egger, S.(Ed.), & Perrig-Chiello, P. (Ed. Weinheim et Bâle: Éditions Beltz. (2009) [[ présentation en ligne]]
- Les Classes Populaires aujourd’hui] : Portraits de familles, cadres sociologiques, Schultheis, F. (Ed.), Frauenfelder, A. (Ed.), Delay, C. (Ed.), Pigot, N. (Ed.), & et al., . (Ed.)  Paris:  L'Harmattan. (2009) [[ présentation en ligne]].

## Articles en ligne
- Le sens d’une dénégation : L’oubli des classes sociales en Allemagne et en France, avec Louis Chauvel paru dans (Mouvements 2/2003 (no26), p. 17-26.
- Le Play : la méthode comparative au service d’une vision normative du monde social paru dans (Revue européenne des sciences sociales, XLI-126 | 2003)
- Quelques particularités allemandes dans la représentation statistique du monde social, avec Andreas Pfeuffer paru dans (Sociétés contemporaines 1/2002 (no 45-46), p. 17-42. )

## Interview
- «Une génération sacrifiée» Interview de Franz Schultheis par Renat Kuenzi, swissinfo.ch 4 février 2011